# Béla Blum
Béla Blum (30 de junio de 1891-6 de noviembre de 1957) fue un deportista húngaro que compitió en remo. Ganó dos medallas en el Campeonato Europeo de Remo, plata en 1925 y bronce en 1931.

## Palmarés internacional
| Campeonato Europeo | Campeonato Europeo     | Campeonato Europeo | Campeonato Europeo |
| Año                | Lugar                  | Medalla            | Prueba             |
| ------------------ | ---------------------- | ------------------ | ------------------ |
| 1925               | Praga (Checoslovaquia) | Medalla de plata   | Cuatro con timonel |
| 1931               | París (Francia)        | Medalla de bronce  | Ocho con timonel   |